# آنگارا ۱۹۵۷
سیارک ۱۹۵۷ (به انگلیسی: 1957 Angara، نامگذاری:1970GF) هزار و نهصد و پنجاه و هفتمین سیارک کشف شده‌است که در ۱ آوریل ۱۹۷۰ کشف شد.
قدر مطلق سیارک برابر ۱۱٫۳۶ است.